# 4'-ميثيل-α-بايروليدينوبيتيوفينون
4'-ميثيل-α-بايروليدينوبيتيوفينون (بالإنجليزية: 4'-Methyl-α-pyrrolidinobutiophenone أو MPBP)‏ هو مركب منبه تم الإعلان عنه كدواء مصمم (بالإنجليزية: designer drug)‏ غير مألوف. وهو ذو ارتباط وثيق بالبايروفاليرون نظرا لكونه نظيرا للبايروفاليرون ببساطة حيث تم فقط تقصير سلسلته البنائية الكيميائية.